# Thoreauia
Thoreauia é um género de vespas pertencentes à família Trichogrammatidae.
Espécies:
- Thoreauia compressiventris Girault, 1916
- Thoreauia gargantua (Girault, 1923)
- Thoreauia gemma (Girault, 1920)